# Primera División de Uruguay 2010/2011
Liga Profesional de Primera División 2010–11, även känt som Campeonato Uruguayo de Fútbol 2010–11, var den 107:e säsongen av Uruguays högstaliga Primera División. Det var den 80:e säsongen som ligan hade spelats professionellt.
Säsongen bestod av två delar, Apertura och Clausura, som spelades av 16 lag. Apertura spelades mellan den 21 augusti och den 5 december 2010, med Defensor Sporting som segrare. Clausura spelades mellan den 5 februari och den 5 juni 2011 som Nacional vann. Slutspelsmatchen spelades den 12 juni 2011 med Nacional som segrare av säsongen. 
Säsongen bestod av 30 omgångar (samt en slutspelsmatch) med två matcher mellan alla lag, en gång på vardera lagets hemmaplan. Vinst gav 3 poäng, oavgjort 1 poäng och förlust 0 poäng.

## Poängtabeller
| Nr | Lag               | S  | V | O | F  | GM | IM | MS  | P  |
| -- | ----------------- | -- | - | - | -- | -- | -- | --- | -- |
| 1  | Defensor Sporting | 15 | 9 | 3 | 3  | 31 | 13 | +18 | 30 |
| 2  | Nacional          | 15 | 8 | 5 | 2  | 28 | 18 | +10 | 29 |
| 3  | Bella Vista       | 15 | 9 | 2 | 4  | 24 | 18 | +6  | 29 |
| 4  | El Tanque Sisley  | 15 | 8 | 4 | 3  | 21 | 18 | +3  | 28 |
| 5  | Danubio           | 15 | 7 | 5 | 3  | 24 | 14 | +10 | 26 |
| 6  | Peñarol           | 15 | 7 | 4 | 4  | 24 | 17 | +7  | 25 |
| 7  | Wanderers         | 15 | 5 | 6 | 4  | 20 | 16 | +4  | 21 |
| 8  | Liverpool         | 15 | 5 | 6 | 4  | 18 | 19 | −1  | 21 |
| 9  | Cerro             | 15 | 4 | 7 | 4  | 15 | 17 | −2  | 19 |
| 10 | Fénix             | 15 | 4 | 6 | 5  | 21 | 20 | +1  | 18 |
| 11 | River Plate       | 15 | 5 | 3 | 7  | 16 | 23 | −7  | 18 |
| 12 | Central Español   | 15 | 4 | 5 | 6  | 21 | 25 | −4  | 17 |
| 13 | Racing            | 15 | 3 | 5 | 7  | 14 | 20 | −6  | 14 |
| 14 | Rampla Juniors    | 15 | 2 | 6 | 7  | 19 | 27 | −8  | 12 |
| 15 | Miramar Misiones  | 15 | 2 | 5 | 8  | 14 | 23 | −9  | 11 |
| 16 | Tacuarembó        | 15 | 1 | 2 | 12 | 10 | 32 | −22 | 5  |

| Nr | Lag               | S  | V  | O | F  | GM | IM | MS  | P  |
| -- | ----------------- | -- | -- | - | -- | -- | -- | --- | -- |
| 1  | Nacional          | 15 | 11 | 1 | 3  | 32 | 13 | +19 | 34 |
| 2  | Defensor Sporting | 15 | 8  | 4 | 3  | 19 | 12 | +7  | 28 |
| 3  | Peñarol           | 15 | 8  | 3 | 4  | 28 | 20 | +8  | 27 |
| 4  | Fénix             | 15 | 7  | 6 | 2  | 23 | 15 | +8  | 27 |
| 5  | Racing            | 15 | 7  | 3 | 5  | 26 | 22 | +4  | 24 |
| 6  | Central Español   | 15 | 6  | 5 | 4  | 26 | 17 | +9  | 23 |
| 7  | Cerro             | 15 | 6  | 4 | 5  | 19 | 22 | −3  | 22 |
| 8  | Wanderers         | 15 | 5  | 5 | 5  | 24 | 17 | +7  | 20 |
| 9  | Liverpool         | 15 | 5  | 4 | 6  | 22 | 20 | +2  | 19 |
| 10 | Rampla Juniors    | 15 | 5  | 4 | 6  | 18 | 25 | −7  | 19 |
| 11 | Tacuarembó        | 15 | 6  | 1 | 8  | 17 | 26 | −9  | 19 |
| 12 | River Plate       | 15 | 5  | 2 | 8  | 29 | 34 | −5  | 17 |
| 13 | Bella Vista       | 15 | 3  | 6 | 6  | 16 | 18 | −2  | 15 |
| 14 | Danubio           | 15 | 4  | 3 | 8  | 17 | 26 | −9  | 15 |
| 15 | El Tanque Sisley  | 15 | 4  | 1 | 10 | 19 | 30 | −11 | 13 |
| 16 | Miramar Misiones  | 15 | 2  | 3 | 10 | 12 | 30 | −18 | 9  |

### Sluttabell
| Nr | Lag               | S  | V  | O  | F  | GM | IM | MS  | P  |
| -- | ----------------- | -- | -- | -- | -- | -- | -- | --- | -- |
| 1  | Nacional          | 30 | 19 | 6  | 5  | 60 | 31 | +29 | 63 |
| 2  | Defensor Sporting | 30 | 17 | 7  | 6  | 50 | 25 | +25 | 58 |
| 3  | Peñarol           | 30 | 15 | 7  | 8  | 52 | 37 | +15 | 52 |
| 4  | Fénix             | 30 | 11 | 12 | 7  | 44 | 35 | +9  | 45 |
| 5  | Bella Vista       | 30 | 12 | 8  | 10 | 40 | 36 | +4  | 44 |
| 6  | Cerro             | 30 | 10 | 12 | 8  | 34 | 39 | −5  | 42 |
| 7  | Wanderers         | 30 | 10 | 11 | 9  | 44 | 33 | +11 | 41 |
| 8  | Danubio           | 30 | 11 | 8  | 11 | 41 | 40 | +1  | 41 |
| 9  | El Tanque Sisley  | 30 | 12 | 5  | 13 | 40 | 48 | −8  | 41 |
| 10 | Central Español   | 30 | 10 | 10 | 10 | 47 | 42 | +5  | 40 |
| 11 | Liverpool         | 30 | 10 | 10 | 10 | 40 | 39 | +1  | 40 |
| 12 | Racing            | 30 | 10 | 8  | 12 | 40 | 43 | −3  | 38 |
| 13 | River Plate       | 30 | 10 | 5  | 15 | 45 | 57 | −12 | 35 |
| 14 | Rampla Juniors    | 30 | 7  | 10 | 13 | 38 | 52 | −14 | 31 |
| 15 | Tacuarembó        | 30 | 7  | 3  | 20 | 27 | 58 | −31 | 24 |
| 16 | Miramar Misiones  | 30 | 4  | 8  | 18 | 26 | 53 | −27 | 20 |

Färgkoder:

     – Kvalificerad till gruppspel i Copa Libertadores 2012 och Copa Sudamericana 2011

     – Kvalificerad till gruppspel i Copa Libertadores 2012

     – Kvalificerad till första omgången i Copa Libertadores 2012

     – Kvalificerad till Copa Sudamericana 2011

     – Nedflyttade till Segunda División

### Nedflyttningstabell
De lag med minst antal poäng blir nerflyttade till Segunda División de Uruguay. Man räknar poängen från de två senaste säsongerna. Om ett lag har spelat i en lägre division föregående år dubbleras poängsumman.
| Lag              | S  | V  | O  | F  | GM | IM  | MS  | P  |
| ---------------- | -- | -- | -- | -- | -- | --- | --- | -- |
| Central Español  | 60 | 18 | 20 | 22 | 84 | 90  | −6  | 74 |
| Tacuarembó       | 60 | 17 | 7  | 36 | 66 | 110 | −44 | 58 |
| Miramar Misiones | 30 | 4  | 8  | 18 | 26 | 52  | −26 | 40 |

## Slutspel
Nacional och Defensor Sporting vann de två omgångar (Apertura och Clausura) som en säsong i Primera División består av. För att kora en seriesegrare spelades en final den 12 juni 2011. Tabaré Viudez gjorde ett mål för Nacional i den 19:e spelminuten vilket gjorde att Nacional blev seriesegrare av Primera División 2010/2011.

### Slutspelsmatch
|               | 12 juni, 2011 | Nacional          | 1 – 0           | Defensor Sporting | Estadio Centenario, Montevideo                 |                                                |
| 16:00 (UTC-3) | 16:00 (UTC-3) | Tabaré Viudez 19′ | (1 – 0) Rapport |                   | Publik: 50 000 Domare: Darío Ubriaco (Uruguay) | Publik: 50 000 Domare: Darío Ubriaco (Uruguay) |
| 16:00 (UTC-3) | 16:00 (UTC-3) |                   |                 |                   | Publik: 50 000 Domare: Darío Ubriaco (Uruguay) | Publik: 50 000 Domare: Darío Ubriaco (Uruguay) |
| 16:00 (UTC-3) | 16:00 (UTC-3) |                   |                 |                   | Publik: 50 000 Domare: Darío Ubriaco (Uruguay) | Publik: 50 000 Domare: Darío Ubriaco (Uruguay) |